# Behtash Sanaeeha

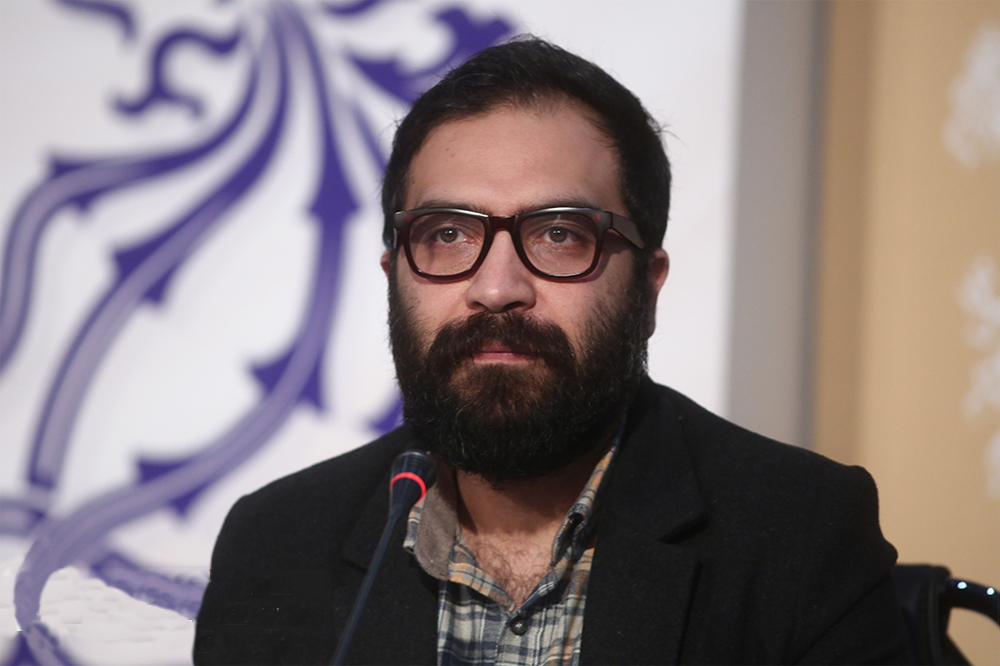
Behtash Sanaeeha (2020)

Behtash Sanaeeha (persisch بهتاش صناعی‌ها, anhörenⓘ; * 1978 oder 1980 in Schiras) ist ein iranischer Filmregisseur und Drehbuchautor. Er wird mitunter auch unter dem Namen Behtash Sanaeiha geführt. Eine langjährige Zusammenarbeit verbindet ihn mit seiner Ehefrau Maryam Moghadam.

## Leben
Behtash Sanaeeha absolvierte ein Studium zum Bauingenieur. Danach begann er Drehbücher zu schreiben und inszenierte als Regisseur verschiedene Kurzfilme, Dokumentationen, Werbespots und Zeichentrickserien fürs Fernsehen.
Sanaeeha ist mit Maryam Moghadam verheiratet, die einen Großteil ihres Lebens in Schweden verbrachte.

## Werk

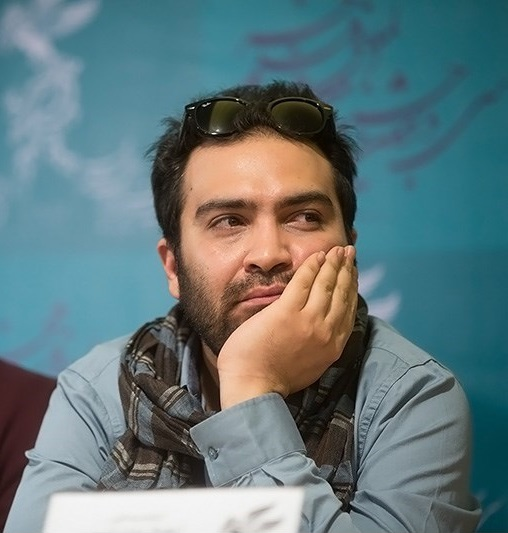
Sanaeeha bei der Präsentation von Risk of Acid Rain (2015)

1998 übernahm Sanaeeha eine Schauspielrolle in Ziaeddin Dorris iranischem Filmdrama Sinama Sinamast (1998), in dem auch die Schauspielerin Maryam Moghadam mitwirkte. Er setzte sie 2010 in seinem Film Chalsio ein. Auch verfasste er mit Moghadam das Drehbuch zu seinem Langfilmdebüt Risk of Acid Rain, in dem sie die weibliche Hauptrolle übernahm. Das Drama über Probleme der iranischen Mittelschicht stellt einen einsamen, 60-jährigen Pensionär vom Land (dargestellt von Shams Langroudi) in den Mittelpunkt, der sich in Teheran mit einem eigenartigen Hotelrezeptionisten (Pouria Rahimi) und einer aus einem Krankenhaus geflüchteten, planlosen Frau (Moghadam) anfreundet.
Risk of Acid Rain wurde auf über 30 internationalen Festivals vorgestellt und Sanaeehas und Moghadams Originaldrehbuch wurde für den Jurypreis der iranischen Filmkritiker- und Autorenvereinigung nominiert. Daraufhin entwickelte sich zwischen beiden eine mehrjährige Zusammenarbeit. Es folgte der gemeinsame Dokumentarfilm The Invincible Diplomacy of Mr Naderi (2018), der von den Versuchen der exzentrischen Titelfigur berichtet, die Beziehungen zwischen dem Iran und den USA wieder zu befrieden. Im selben Jahr wurde Sanaeeha als Jurymitglied für den schwedischen Ingmar Bergman Award berufen.
Im Jahr 2021 erhielten Sanaeeha und Moghadam für ihren zweiten Spielfilm Ballade von der weißen Kuh eine Einladung in den Wettbewerb der 71. Internationalen Filmfestspiele Berlin, in dem die Schauspielerin erneut die weibliche Hauptrolle übernahm. Das Drama handelt von der Witwe und alleinerziehenden Mutter Mina, die nach dem Todesurteil ihres zu Unrecht verurteilten Ehemanns gegen die iranische Justiz anzukämpfen versucht. Ballade von der weißen Kuh ist Moghadams Mutter gewidmet, die für die gleichnamige Hauptfigur Pate stand. Der Film war bereits 2020 intern beim Internationalen Fajr-Filmfestival aufgeführt worden und hatte Sanaeeha und Moghadam u. a. eine Nominierung für das beste Drehbuch (gemeinsam mit Mehrdad Kouroshniya und Sanaeeha) eingebracht.
Im September 2023 kam es zu einem Zwischenfall, als Sanaeeha und Moghadam Teheran verlassen und für die Postproduktion ihres neuesten Films Ein kleines Stück vom Kuchen nach Paris reisen wollten. Auf dem Flughafen wurden ihre Pässe beschlagnahmt und ihnen wurde mit einer Anklage gedroht. Westliche Medien sahen einen Zusammenhang mit der Fertigstellung ihres Films, da kurz darauf eine Razzia von iranischen Sicherheitskräften im Zuhause des Filmeditors stattfand. Dabei wurde Filmmaterial im Zusammenhang mit Ein kleines Stück vom Kuchen beschlagnahmt. Im Dezember 2023 forderten circa 30 Filmorganisationen, Festivals und Filmschaffende sowie Nichtregierungsorganisationen für freie Meinungsäußerung in einem offenen Brief die iranischen Behörden dazu auf, alle Anklagepunkte gegen Sanaeeha  und Moghadam sofort fallenzulassen und ihr Reiseverbot aufzuheben. Zu den Unterzeichnern gehörten die Berlinale, die International Coalition for Filmmakers at Risk (ICFR) und PEN America. Im Januar 2024 wurde schließlich Ein kleines Stück vom Kuchen in den Hauptwettbewerb der 74. Berlinale aufgenommen. Anfang Februar 2024 forderte die Berlinale erneut erfolglos Reise- und Meinungsfreiheit für das Regie-Duo ein. Zum Ende des Festivals gewann Ein kleines Stück vom Kuchen den FIPRESCI-Preis für den besten Wettbewerbsfilm.

## Filmografie (Auswahl)
- 2010: Chalsio
- 2015: Risk of Acid Rain
- 2018: The Invincible Diplomacy of Mr Naderi (Dokumentarfilm)
- 2021: Ballade von der weißen Kuh (Ghaside-ye gaav-e sefid)
- 2024: Ein kleines Stück vom Kuchen (Keyke mahboobe man)